# Bernardo Boris Vargaftig
Bernardo Boris Vargaftig (10 de maio de 1937) é um pesquisador brasileiro, titular da Academia Brasileira de Ciências na área de Ciências Biomédicas desde 1997. É professor aposentado do departamento de farmacologia do Instituto de Ciências Biomédicas da Universidade de São Paulo.
Em 2014, renunciou a título de doutor honoris causa pela Unicamp, pois a instituição insistiu em manter a mesma honraria a Jarbas Passarinho, um dos signatários do AI-5.
Foi condecorado com a comenda da Ordem Nacional do Mérito Científico.